# Stars (canción de The Cranberries)
«Stars» —en españolː Estrellas— es una canción de la banda de rock irlandesa The Cranberries. Publicado el 7 de octubre de 2002 por la compañía discográfica Island Records, fue el sencillo encargado de promocionar su álbum recopilatorio de grandes éxitos Stars: The Best of 1992–2002, además de ser el último sencillo que la banda publicaría en 9 años hasta el lanzamiento de «Tomorrow» en 2011. El tema llegó al puesto número uno en Taiwán y a la posición 35 en Italia.

## Grabación
«Stars» fue escrita por Dolores O'Riordan y Noel Hogan; la banda decidió reclutar nuevamente a Stephen Street para que produjese la canción (quién anteriormente se había encargado de producir los álbumes multiplatino Everybody Else Is Doing It, So Why Can't We? en 1993 y No Need to Argue en 1994). Fue grabada en los Estudios Criteria en Miami, siendo junto con «New New York» las dos canciones inéditas incluidas en Stars: The Best of 1992–2002.

## Vídeo musical
El vídeo musical de «Stars» fue grabado en octubre de 2002 siendo dirigido por Jake Nava. Comienza con imágenes de montañas, ríos y bosques, mientras la banda toca la canción en un campo abierto. Durante el transcurso del vídeo se puede ver a los integrantes del grupo recorriendo y tocando en un bosque y a Dolores O'Riordan cantando el tema durante la noche mientras se muestra el cielo estrellado. El clip fue incluido inicialmente en el álbum en vídeo Stars: The Best of Videos 1992 - 2002 (2002) y posteriormente en Gold the Videos (2008).

## Lista de canciones
| Maxisencillo en CD europeo 1. «Stars» - 3:33 (O'Riordan, Hogan) 2. «Dreaming My Dreams» - 3:39 (O'Riordan) 3. «Sunday» - 3:33 (O'Riordan) 4. «Hollywood» - 5:07 (O'Riordan) Sencillo en CD promocional europeo 1. «Stars» - 3:33 | Sencillo en CD promocional en Reino Unido, España y México 1. «Stars» - 3:33 2. «Linger» - 3:33 (O'Riordan, Hogan) 3. «Zombie» - 3:33 (O'Riordan) 4. «Just My Imagination» - 3:33 (O'Riordan, Hogan) Sencillo en CD cardsleeve en Reino Unido 1. «Stars» - 3:33 2. «Dreaming My Dreams» - 3:39 |

## Posicionamiento en las listas
| País   | Lista (2002)         | Puesto |
| ------ | -------------------- | ------ |
| Italia | FIMI Singles Chart   | 35     |
| Taiwán | Taiwan Singles Chart | 1      |